# Leucania nabalua
Leucania nabalua là một loài bướm đêm trong họ Noctuidae.